# Hagen Melzer
Hagen Melzer (Bautzen, 16 de junho de 1959) é um antigo atleta da Alemanha Oriental, corredor de meio-fundo, especialista em 3000 metros com obstáculos.
Competindo pelo SC Einheit Dresden, o seu clube de sempre, Melzer foi por sete vezes campeão da RDA, em 1980, 1983 e de 1985 até 1989. Após a reunificação do país, sagrou-se campeão da Alemanha em 1991.
Na sua carreira internacional, venceu a medalha de ouro nos Campeonatos da Europa de 1986, em Estugarda. No ano seguinte alcançou a medalha de prata nos Campeonatos Mundiais de Roma, obtendo um novo recorde nacional com o tempo de 8.10,32 minutos. Quanto a participações nos Jogos Olímpicos, foi décimo em 1988 e não conseguiu atingir a final em 1992.